# Moisés Muñoz
Moisés Muñoz est un footballeur mexicain né le 1er février 1980 à Morelia. Il évolue au poste de gardien de but avec le Club Jaguares de Chiapas.

## Carrière
- 1999-2010 : Monarcas Morelia ( Mexique)
- 2010-nov. 2011 : CF Atlante ( Mexique)
- depuis nov. 2011 : Club América ( Mexique)[2]

## Palmarès
- Champion du Mexique en 2013 (tournoi de clôture) avec le Club América
- Ligue des champions de la CONCACAF en 2015